# Гома-2
GOMA 2 ECO (GOMA-2, Гома-2) — смесевое взрывчатое вещество, производимое и применяемое в Испании в горных работах.

## Состав
- Этиленгликольдинитрат (нитрогликоль) — 26—31%
- Нитроцеллюлоза — 0,5—3%
- Нитрат аммония — 60—70%
- Горючие добавки — 2—6%

## Дополнительная информация
Взрывчатое вещество Гома-2 стало широко известно после террористического акта в Мадриде 11 марта 2004 г. В средствах массовой информации со ссылками на правительственные источники в Испании сообщалось, что значительные количества этого ВВ были украдены с закрытых горных выработок и проданы террористам безработными шахтёрами. Расследование показало, что правительственные структуры Испании не обеспечивали эффективный контроль над производством и применением высокоэнергетических материалов, что привело к сравнительно свободному их распространению. Использование именно этого ВВ подвергалось сомнению, сообщалось, что часть взрывных устройств содержали Титадин, а также динамит.